# Унцешти (Васлуј)
Унцешти (рум. Unțești) насеље је у Румунији у округу Васлуј у општини Богданешти. Oпштина се налази на надморској висини од 108 m.

## Становништво
Према подацима из 2002. године у насељу је живело 947 становника, од којих су сви румунске националности.